# Pterolophia ochreotriangularoices
Pterolophia ochreotriangularoices är en skalbaggsart som beskrevs av Stefan von Breuning 1977. Pterolophia ochreotriangularoices ingår i släktet Pterolophia och familjen långhorningar. Inga underarter finns listade i Catalogue of Life.